# غازی ملا
غازی ملا محمد (به روسی: Кази-Мулла، غازی ملا، ۱۷۹۳ -۱۸۳۲) اولین امام امامت قفقاز (از ۱۸۲۸ تا ۱۸۳۲) بود. او از یاران سرسخت امام شامل بود و به ترویج شریعت، تهذیب معنوی و تسهیل جهاد علیه روس‌های متجاوز پرداخت. او همچنین یکی از حامیان اصلی مریدیسم بود، پیروی دقیق از قوانین قرآنی که توسط امامان برای افزایش شور مذهبی و میهنی در قفقاز استفاده می‌شد.

## اوایل زندگی
وی از دوستان صمیمی امام شامل در دوران کودکی در داغستان بود. آنها هر دو قرآن و تصوف را با هم در یراغال، یک مرکز مرید مطالعه کردند، و هر دو از آداب و رسوم سست مردم کوهستانی که با قوانین قرآن در تضاد بود، بیزار بودند. مرشد او ملا محمد یراقی، عالم صوفی نقشبندی بود که ملا را وارد علما کرد.
غازی ملا یکی از مبلغان اسلام در قفقاز شد. حفظ بیش از چهارصد حدیث به او اجازه داد تا در بسیاری از مناظرات در برابر وعاظ رقیب در آن منطقه پیروز شود. همان‌طور که شهرت او افزایش یافت، توسط بسیاری از خانات‌ها و پادشاهی‌های وفادار، بی‌تفاوت و دشمن تزار دعوت شد. او به نشانه فروتنی و ریاضت از سواری امتناع می‌کرد و پیاده ایاب ذهاب می‌نمود.

## محبوبیت، استقبال، و تربیت
در اوایل تا اواسط قرن نوزدهم، استراتژی سیاسی روسیه در داغستان شامل حمایت از قوانین محلی و بومی، معروف به «عادات» بود. این یک سرمایه‌گذاری دقیق و استراتژیک در برابر دینداری و مقاومت فزاینده مبتنی بر قوانین شرعی بود که توسط غازی محمد حمایت می‌شد. محبوبیت و ظهور غازی محمد هم به شخصیت کاریزماتیک او و هم به جمعیت بومی داغستانی نسبت داده شده‌است که از نفوذ روسیه و سازماندهی مجدد زمین و منابع محلی خسته شده بودند. به دلیل تضاد منافع سیاسی، حقوقی و مذهبی محلی، جنگ به رهبری غازی محمد به عنوان جنگی به نام مقاومت مسلمانان به همان اندازه که جنگ علیه تجاوزات امپراتوری روسیه به قفقاز شمالی توصیف شده‌است. در حالی که غازی محمد برای سیاست‌های مذهبی و تاکتیک‌های نظامی‌اش از حمایت مردمی برخوردار شد، حمایت گسترده‌ای در میان دیگر رهبران سیاسی منطقه پیدا نکرد و در واقع حملاتی را هم علیه رهبران محلی که ترجیح می‌دادند به «ادات» نسبت می‌دادند و هم علیه روس‌های متجاوز به راه انداخت. به این ترتیب، حمایت از غازی محمد در داغستان همه جا وجود نداشت و به قدرت رسیدن او منجر به ناآرامی در میان سهامداران سیاسی محلی شد.

## جنگ مقدس
(برای جزئیات نظامی به جنگ مرید مراجعه کنید. در سال ۱۸۲۹ در قیمری به امامت منصوب شد و در آنجا رسماً دعوت به دفاع مقدس را اعلام کرد. او همچنین حکم داد که تمام شراب‌ها باید در ملاء عام نابود شود. در سال ۱۸۳۰، غازی ملا و شیخ شامل تلاشی ناموفق برای تصرف پایتخت آوار، خونزاخ از خانم پاککو-بکخه کردند . پس از این عقب‌نشینی، شمیل بر او چیره شد تا مدتی درنگ کند تا اینکه همه قبایل در پیروی از شریعت متحد شدند. در سال ۱۸۳۱، پس از چند ماه سکوت، به شمال داغستان حمله کرد و در آنجا با موفقیت روبرو شد. تاکتیک‌های چریکی او روس‌ها را ناآماده گرفتار کرد. در سال ۱۸۳۲ او توانست ولادی قفقاز را تهدید کند، با این حال، روسها حمله ملا را دفع کردند و طبق افسانه هنگامی که قیمری را گرفتند، متوجه شدند
غازی ملا فوت کرده ولی به حالت دعا روی فرش نشسته و با یک دست ریش خود را در دست دارد و با دست دیگر به آسمان اشاره می‌کند
روسها جسد او را به تارکو، پایتخت ایالت قوموق بردند و به خان قوموق که به آنها وفادار بود، دادند. جسد برای چند روز در بازار به نمایش گذاشته شد و سپس در تپه‌ها به خاک سپرده شد.